# Мучаев, Иван Камуевич
Иван Камуевич Мучаев (23 ноября 1938 — 18 апреля 2014) — российский политический деятель, депутат Государственной думы второго созыва

## Биография
Окончил Калмыцкий государственный университет.
С 30 сентября 1999 года был депутатом Государственную Думу РФ по списку партии «Коммунистическая партия Российской Федерации» (перешёл мандат сложившего полномочия Михаила Суркова), был членом фракции КПРФ.